# The Dukes of Hazzard (film)
The Dukes of Hazzard är en amerikansk komedi- och action-film från 2005, baserad på den amerikanska TV-serien med samma namn. Filmen regisserades av Jay Chandrasekhar efter manus av John O'Brien. Filmen skildrar kusinerna Bos, Lukes, Daisys och deras farbror Jesses äventyr när de lurar det skurkaktiga kommunalrådet Boss Hogg och sheriff Rosco P. Coltrane. Den följdes upp av en så kallad prequel med namnet The Dukes of Hazzard: The Beginning som släpptes till TV och på DVD i mars 2007.
The Dukes of Hazzard hade premiär 27 juli 2005 i USA. I Finland premiärvisades filmen 23 september och i Sverige 30 september.

## Handling
Filmen utspelar sig i det lilla samhället Hazzard där de tre kusinerna Luke (Johnny Knoxville), Bo (Seann William Scott) och Daisy Duke (Jessica Simpson) bor. Bos passion i livet är racing och han har vunnit Hazzard-loppet fyra år i rad. Den ende som har vunnit loppet fler gånger är den store racinglegenden Billy Prickett (James Roday).
Flera veckor innan loppet äger rum kommer Prickett tillbaka för att vinna Hazzard-loppet en gång till. Samtidigt händer konstiga saker och Bo och Luke får reda på att skurken i Hazzard, Boss Hogg (Burt Reynolds), har en del kriminella affärer för sig. Han planerar bland annat att ta över Lukes och Bos farbror Jesses gård. Tillsammans kämpar de för att behålla gården och vinna loppet mot Billy Prickett.

## Rollista (i urval)
- Luke Duke – Johnny Knoxville
- Bo Duke – Seann William Scott
- Daisy Duke – Jessica Simpson
- Farbror Jesse – Willie Nelson
- Laurie Pullman – Alice Greczyn
- Billy Prickett – James Roday
- Sheriff Rosco P. Coltrane – M.C. Gainey
- Jefferson Davis "Boss" Hogg – Burt Reynolds
- Cooter Davenport – David Koechner